# Stará Boleslav
 (octobre 2015).
Si vous disposez d'ouvrages ou d'articles de référence ou si vous connaissez des sites web de qualité traitant du thème abordé ici, merci de compléter l'article en donnant les références utiles à sa vérifiabilité et en les liant à la section « Notes et références ».

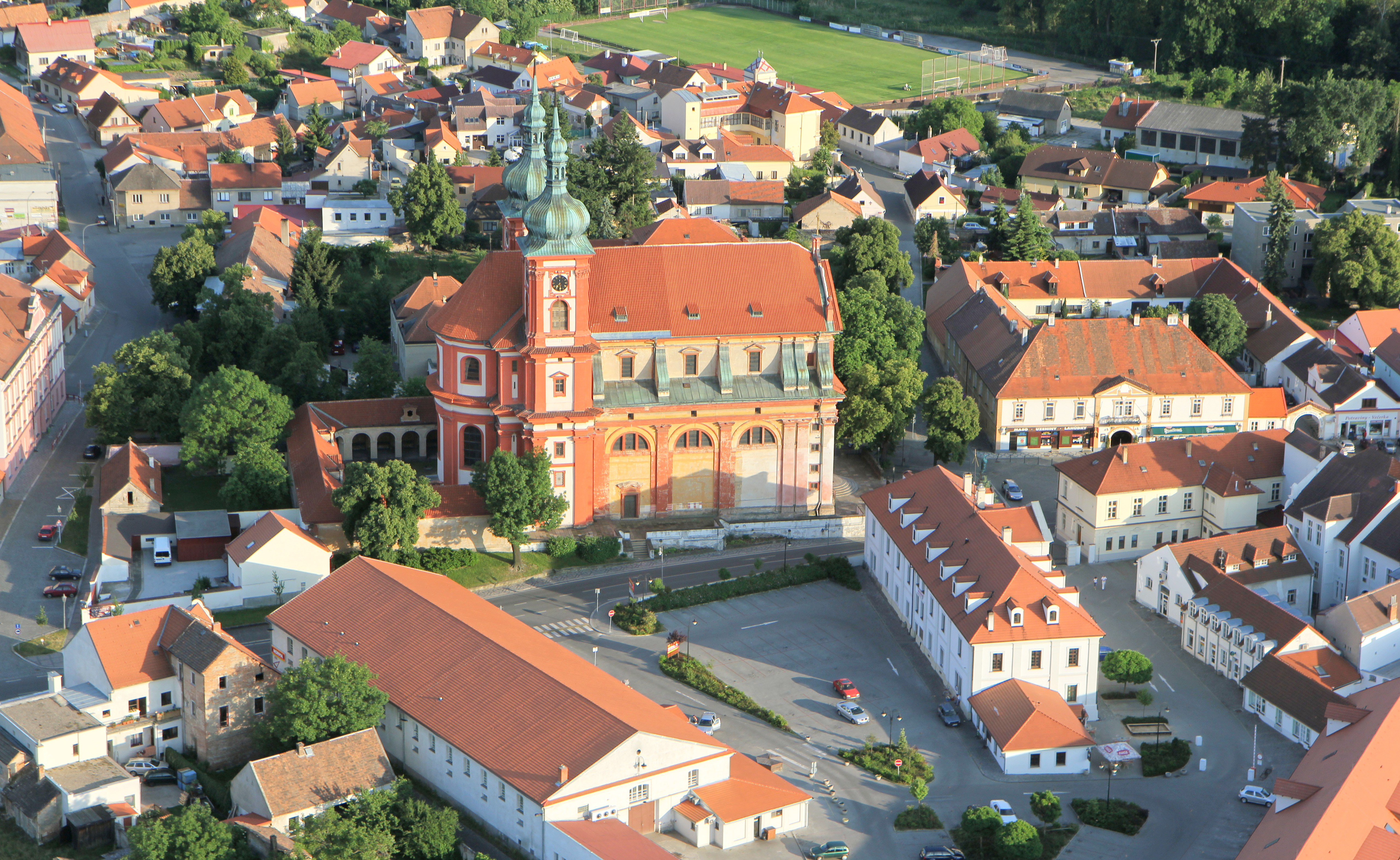
Centre-ville et lieu de pèlerinage.

Stará Boleslav (en allemand : Alt Bunzlau) est un quartier de la ville de Brandýs nad Labem-Stará Boleslav, dans le district de Prague-Est, dans la région de Bohême-Centrale, en République tchèque. 
Stará Boleslav est un lieu de pèlerinage catholique, protégé depuis 1992 en tant que patrimoine national.

## Histoire
La ville est le berceau dès le IXe siècle de la dynastie des Přemyslides. Elle est connue en tant que ville de pèlerinage marial à Notre-Dame de l'Assomption. C'est ici que saint Venceslas a été assassiné, devant l'église Saints-Côme-et-Damien, le 28 septembre 929 (ou 935 selon d'autres sources).
Une église romane, dédiée à saint Venceslas, est consacrée en 1046 et plus tard une église dédiée à saint Clément est construite à la fin du XIe siècle, décorée de fresques.
L'empereur Charles IV fait construire de nouveaux remparts autour de la ville au XIVe siècle.
Une nouvelle église baroque consacrée à Notre-Dame de l'Assomption est construite par Jacoppo de Vaccani entre 1617 et 1625. Le pèlerinage à la Vierge et à saint Venceslas a été honoré de la visite de Benoît XVI, le 28 septembre 2009.